# Балистрери (Палермо)
Балистрери је насеље у Италији у округу Палермо, региону Сицилија.
Према процени из 2011. у насељу је живело 19 становника. Насеље се налази на надморској висини од 262 м.